# Marky Ramone
« Marc Bell (musicien) » redirige ici. Pour les autres significations, voir Bell.
Pour les articles homonymes, voir Ramone (homonymie).
Marc Bell, dit Marky Ramone, né le 15 juillet 1952 à Brooklyn, à New York, est un musicien américain, principalement connu pour avoir été le batteur du groupe de punk rock The Ramones.

## Biographie
Marc Bell commence sa carrière en tant que batteur dans le groupe Dust au début des années 1970 et sort avec eux deux albums en 1971 et 1972. Il rejoint ensuite The Voidoids en 1977, avec lesquels il enregistre l'album Blank Generation. Puis il intègre le groupe de Wayne County, The Electric Chairs. Enfin en 1978 il prend la place de Tommy Ramone dans le groupe des Ramones jusqu'en 1983 ; il reviendra à partir de 1989 jusqu'à la dissolution du groupe en 1996.
Il s'associe ensuite à deux jeunes musiciens et au producteur Lars Frederiksen, membre de Rancid, pour former Marky Ramone and the Intruders. Le trio sortira deux albums, en 1997 et 1999, ce dernier contenant une reprise de Nowhere Man des Beatles.
Marky Ramone a également joué au sein des Misfits (groupe initiateur de la vague horror punk qui s'était reformé en 1995), au début des années 2000. Il participa ainsi à l'enregistrement de l'album Project 1950.
Il monte un projet qui débuta en 2002, Marky Ramone & the Speedkings, avec lequel il sort 3 albums avant que le groupe ne prenne fin en 2003. En 2006 il sort un projet solo. Il sort quelque temps après Start of the Century.
Le 14 septembre 2013, le groupe Offspring invite Marky à la batterie et Michale Graves au chant le temps d'une chanson lors du concert donné à Rock in Rio au Brésil.
Dans le dessin animé Oggy et les Cafards, il est parodié en cafard vert bellâtre qui se nomme Marky comme c'est également le cas de Joey d'après Joey Ramone et Dee Dee d'après Dee Dee Ramone.